# 南山 (首爾特別市)

南山纜車

南山（韓語：남산）是一座位於大韓民國首爾特別市的中區和龍山區之間的山，原來是木覓山（목멱산)的一部份，後來分開。
南山是首尔旅游景点南山公园的所在地，主要景点包括N首尔塔、南山缆车和纪念現代韓國國父金九先生的“白凡广场”（「白凡」是金九的號）。 附近还有南山谷韓屋村。

## 外部連結及相關影片
- 南山路演 （页面存档备份，存于）

37°32′59″N 126°59′31″E / 37.54972°N 126.99194°E